# La Femme du hasard
Pour plus de détails, voir Fiche technique et Distribution.
La Femme du hasard (Flame of the Islands) est un film américain réalisé par Edward Ludwig, sorti en 1956.

## Synopsis
Rosalind Dee, chanteuse dans un casino aux Bahamas, cherche à intégrer la haute société en courtisant le play-boy Doug Duryea. Par ailleurs, elle s'entend avec les joueurs et investisseurs du casino Wade Evans et Cyril Mace pour détourner des gains à son profit.

## Fiche technique
- Titre : La Femme du hasard
- Titre original : Flame of the Islands
- Réalisateur et producteur associé : Edward Ludwig
- Scénario : Bruce Manning, d'après une histoire d'Adele Comandini
- Musique : Nelson Riddle
- Directeur de la photographie : Bud Thackery
- Montage : Richard L. Van Enger
- Compagnie de production et de distribution : Republic Pictures
- Genre : Drame
- Couleur (Trucolor) - 90 min
- Date de sortie :
  - États-Unis : 6 janvier 1956
- Affiche : Constantin Belinsky (France)

## Distribution
- Yvonne De Carlo : Rosalind Dee
- Howard Duff : Doug Duryea
- Zachary Scott : Wade Evans
- Kurt Kasznar : Cyril Mace
- Barbara O'Neil : Charmaine Duryea
- James Arness : le révérend Kelly Rand
- Frieda Inescort : Evelyn Hammond
- Lester Matthews : Gus
- Donald Curtis : Johnny
- Nick Stewart : Nick